# Kanton Le Mans-6
Der Kanton Le Mans-6 ist seit 2015 ein französischer Wahlkreis im Arrondissement Le Mans, im Département Sarthe und in der Region Pays de la Loire; sein Hauptort ist Le Mans.

## Gemeinden
Der Kanton besteht aus zwei Gemeinden und Gemeindeteilen mit insgesamt 27.615 Einwohnern (Stand: 1. Januar 2022) auf einer Gesamtfläche von 23,13 km²:
| Gemeinde         | Einwohner 1. Januar 2022 | Fläche km² | Dichte Einw./km² | Code INSEE | Postleitzahl |
| ---------------- | ------------------------ | ---------- | ---------------- | ---------- | ------------ |
| Arnage           | 5.463                    | 10,76      | 508              | 72008      | 72230        |
| Le Mans          | 22.152                   | 12,37      | 1.791            | 72181      | 72000, 72100 |
| Kanton Le Mans-6 | 27.615                   | 23,13      | 1.194            | 7215       | –            |

1. ↑   Nur der südöstlichen Teil der Gemeinde, der Rest verteilt sich auf die Kantone Le Mans-1, Le Mans-2, Le Mans-3, Le Mans-4, Le Mans-5 und Le Mans-7.